# 阿道夫·安德森
阿道夫·安德森（德語：Adolf Anderssen，1818年7月6日—1879年3月13日），是一位德國西洋棋棋手。1851年，安德森於倫敦西洋棋錦標賽獲得冠軍，隨後保持西洋棋世界冠軍直到1858年。在1862年倫敦西洋棋錦標賽，安德森再次獲得冠軍。
在1851年倫敦國際象棋錦標賽上，他与萊昂內爾·基席里茨基在休息期间下出一场棋，大胆弃掉了一象，双车和后而将死对方，被称为“不朽对局”。